# Deutscher Sportbund
La Deutscher Sportbund (DSB) est la fédération sportive d'Allemagne de l'Ouest. Elle fusionne en 2006 avec le Deutscher Olympischer Sportbund.

## Historique
La Deutscher Sportbund est fondée à Hanovre le 10 décembre 1950 pour organiser la pratique sportive en Allemagne fédérale et à Berlin-Ouest, après cinq ans de discussions. Son objectif est de réunir sous une même fédération toutes les disciplines sportives de haut niveau ou de masse.
En Allemagne de l'Est, la population est étudiée pour identifier les enfants les plus prometteurs à partir de tests physiques à l'école mais aussi d'études sur les parents à potentiel (anciens sportifs ou de grande taille par exemple). Le sport s'appuie fortement sur le système scolaire, avec des tests dès la maternelle. Le pays commence également à construire une temporalité de la formation sportive : jusqu'à douze ans, les enfants apprennent les bases dans de nombreux sports. Ensuite, les enfants se concentrent sur quelques disciplines et commencent à intensifier leur entraînement, ne se spécialisant tout à fait que le plus tard possible. En 1962, suivant le modèle est-allemand, l'URSS met en place des internats pour les jeunes sportifs, comptant alors 17 millions d'athlètes participant à des compétitions de niveau régional au minimum. En réponse, la Deutscher Sportbund crée des partenariats entre les athlètes d'Allemagne de l'Ouest et des entreprises pour faciliter leur entraînement sans limites financières, notamment via le sponsoring. En 1969, l'Allemagne de l'Ouest ouvre ses premiers internats sportifs ; son système sert d'inspiration à d'autres équipes nationales dont le Canada, l'Australie et les États-Unis.
Le 20 mai 2006, elle fusionne avec le Comité national olympique de l'Allemagne au sein du Deutscher Olympischer Sportbund, qui regroupe 27 millions de licenciés dans 87 000 clubs.